# Lumbriculidae
Die Familie Lumbriculidae, die gleichzeitig die Ordnung Lumbriculida und die Unterklasse Lumbriculata bildet, ist ein Taxon von Wenigborstern (Oligochaeta) in der Ringelwurm-Klasse der Gürtelwürmer (Clitellata) und umfasst etwa 200 Arten, die als Substratfresser im Süßwasser auf der Nordhalbkugel, aber auch darüber hinaus – wahrscheinlich durch Verschleppung – verbreitet sind. Auf Deutsch heißen sie auch Glanzwürmer, doch bezieht sich dieser Name insbesondere auf die bekannteste Art, den Glanzwurm Lumbriculus variegatus.

## Merkmale
Die ausschließlich im Süßwasser lebenden Lumbriculidae sind im Vergleich zu typischen landlebenden Crassiclitellata (Regenwürmern) eher klein und kurz, verglichen mit den meisten wasserlebenden Wenigborstern dagegen groß. Sie haben zahlreiche Segmente und ähneln äußerlich oft Regenwürmern.
An jedem Segment der Lumbriculidae sitzen 4 Borstenbündel mit jeweils 2 Borsten (Chaetae), insgesamt also 8 Borsten, doch können nachwachsende Borsten bereits sichtbar werden, bevor die alten Borsten abfallen. Je nach Art sind sämtliche Borsten entweder gegabelt mit einer großen unteren und einer verkleinerten oberen Spitze oder haben nur eine einfache Spitze; eine Kombination beider Borstentypen kommt nur sehr selten vor. Die Borsten dienen der Verankerung bei der Fortbewegung mithilfe der Längs- und Ringmuskulatur des Hautmuskelschlauches und wirken ähnlich wie bei anderen Wenigborstern: Verkürzt sich das Segment durch Zusammenziehung der Längsmuskel, so werden die Borsten ausgefahren und verankern die Stelle des Wurms; verlängert sich dagegen das Segment durch Zusammenziehung der Ringmuskeln, werden die Borsten eingezogen und ermöglichen die Fortbewegung der Stelle des Wurms.
Die Lumbriculidae besitzen als ursprüngliches Merkmal ein ausgedehntes, nach Segmenten durch Scheidewände geteiltes Coelom, das als Hydroskelett wirkt, sowie ein ausgedehntes primäres Blutgefäßsystem. Bei vielen Arten fallen die in jedem Segment stark verzweigten roten Blutgefäße auf. Die rote Farbe des Blutes geht auf den im Plasma gelösten Blutfarbstoff Erythrocruorin zurück, der eine sehr starke Affinität zu Sauerstoff hat und ein Überleben unter sauerstoffarmen Bedingungen ermöglicht.
Wie andere Gürtelwürmer sind die Lumbriculidae Zwitter. Im Gegensatz zu den meisten anderen Gürtelwürmern, die nur je ein bis zwei Paar Hoden und Eierstöcke besitzen, also bestenfalls oktogonadal sind, liegt deren Anzahl bei den Lumbriculidae je nach Art bei 1 bis 4 Paar Hoden im 6. bis 10. oder im 9. bis 11. Segment sowie bei 1 bis 3 Paar Eierstöcken im 9. bis 12. Segment. Die männlichen Geschlechtsöffnungen befinden sich immer vor den weiblichen, und die Samenleiter führen von den Flimmertrichtern direkt im selben Segment wie die zugehörigen Hoden nach außen. Die Spermien haben schwache Konnektive und ein kurzes Akrosom.
Die Lumbriculidae haben ein Clitellum, das nur aus einer Zellschicht besteht, und große, dotterreiche Eier, mit denen die sich entwickelnden Embryonen voll ernährt werden. In diesen ursprünglichen Merkmalen ähneln die Lumbriculidae den aquatischen Ringelwürmern der Familien Moniligastridae und Haplotaxidae.
Die Nephridien sind zwischen den Segmenten verknüpft. Die dicken Myofilamente haben einen quadratischen Querschnitt und eine S-Form. Der Darmkanal weist keinen Kaumagen auf. Bei manchen Arten bildet der Vorderdarm einen Rüssel (Proboscis) aus.
Die Segmente der Lumbriculidae fallen leicht auseinander und sind in der Lage, ein vollständiges Tier zu regenerieren. So kommt bei diesen Ringelwürmern ungeschlechtliche Vermehrung durch Zerfall in Einzelsegmente (Architomie) häufig vor, wobei es aber zu keiner Kettenbildung kommt.

## Vorkommen und Verbreitung
Die etwa 200 Arten der Lumbriculidae sind im Süßwasser von Bächen, Seen, Sümpfen, Tümpeln und auch unterirdischen Gewässern auf der gesamten Nordhalbkugel – Eurasien und Nordamerika – verbreitet. Viele Arten sind hochgradig endemisch, insbesondere in Nordeuropa, Nordamerika und Ostsibirien. Eine weltweite Verbreitung hat die bekannteste Art, der Glanzwurm (Lumbriculus variegatus), der in laubreichen Tümpeln Europas sehr oft zu finden ist, aber auch beispielsweise in Australien und Neuseeland auftritt. Es gilt als gesichert, dass er vom Menschen eingeschleppt wurde; so sind seine Fundorte in Australien auf Tümpel in der Umgebung von Städten konzentriert. Auch nach Nordamerika, wo er sehr häufig auftritt, ist er wahrscheinlich erst durch den Menschen gekommen. Eine weitere aus Europa nach Australien verschleppte Art ist Stylodrilus heringianus.
In Mitteleuropa sind knapp 20 Arten der Lumbriculidae verbreitet, die in der Region mit Ausnahme des Ubiquisten Lumbriculus variegatus ihren Verbreitungsschwerpunkt im Grundwasser haben, aber von hier aus auch in fließende und stehende Oberflächengewässer vordringen. Da die Grundwasserfauna schlecht erforscht ist, ist mit Funden weiterer Arten zu rechnen.
Eine Reihe von Lumbriculiden-Arten werden als Indikatorarten herangezogen, um die Wasser- und Gewässerqualität zu bestimmen. Lumbriculus variegatus indiziert mit dem Indikatorwert 3,0 im Saprobiensystem stark verschmutzte Fließgewässer (α-mesosaprobe Zone). Andere Arten, etwa Stylodrilus parvus und Stylodrilus brachystilus gelten hingegen als Indikatoren für hohe ökologische Qualität.

## Lebenszyklus
Die zwittrigen Lumbriculidae sind bisher noch nicht bei der Kopulation beobachtet worden, denn selbst die sehr häufigen Arten Lumbriculus variegatus und Stylodrilus heringianus findet man nur selten im geschlechtsreifen Zustand. Es wird angenommen, dass wie bei anderen Gürtelwürmern während der Paarung das Sperma des jeweiligen Sexpartners in die eigenen Receptacula seminis aufgenommen wird. Eikokons sind dagegen in freier Wildbahn beobachtet worden: Die Eier werden in den vom Clitellum gebildeten Eikokon abgelegt und mit dem im Receptaculum seminis befindlichen Sperma besamt. Die Embryonen entwickeln sich im Kokon aus den sehr dotterreichen Eiern zu fertigen kleinen Würmern.
Unter Laborbedingungen kennt man nur sexuell unreife Tiere, und auch in der Wildnis findet man die Lumbriculidae fast immer in diesem Zustand. Regelmäßig teilen sich diese nämlich in Einzelsegmente, bevor die Geschlechtsreife eintritt. Die Regenerationsfähigkeit der Lumbriculidae ist auch für Verhältnisse der Ringelwürmer sehr hoch: Aus einem einzigen Segment kann sich ein ganzes Tier regenerieren, und dies ist in dieser Tiergruppe der Normalfall natürlicher ungeschlechtlicher Vermehrung.
Arten, die in zeitweiligen Gewässern wie Tümpeln leben, überstehen Trockenphasen, indem sie eine schützende Cyste um ihren Körper bilden.

## Ernährung
Die Lumbriculidae ernähren sich von organischem Detritus, Bakterien und anderen Mikroorganismen, die sie mit dem verschluckten Substrat – Sand, Schluff, Schlamm und Humus am Grund des Gewässers – verdauen. Die mineralischen Anteile werden unverdaut ausgeschieden. Für die Gattungen Agriodrilus und Phagodrilus wurde räuberische Ernährung erschlossen.

## Gattungen
Die über 200 Arten der Lumbriculidae gehören zu folgenden Gattungen:
- Agriodrilus Michaelsen, 1905
- Altmanella Fend, 2009
- Bichaeta Bretscher, 1900
- Cookidrilus Rodriguez & Giani, 1987
- Eclipidrilus Eisen, 1881
- Eremidrilus Fend & Rodriguez, 2003
- Eumuliercula Timm, 1997
- Guestphalinus Michaelsen, 1933
- Hrabea Yamaguchi, 1936
- Kincaidiana Altman, 1936
- Lamprodrilus Michaelsen, 1901
- Lamprortus Rodriguez, 1994
- Lumbriculus Grube, 1844
- Pararhynchelmis Fend & Lenat, 2010
- Phagodrilus McKey-Fender, 1988
- Pseudorhynchelmis Hrabě, 1982
- Rhynchelmis Hoffmeister, 1843
- Secubelmis Fend & Gustafson, 2001
- Spelaedrilus Cook, 1975
- Stylodrilus Claparède, 1862
- Styloscolex Michaelsen, 1901
- Tatriella Hrabe, 1936
- Tenagodrilus Eckroth & Brinkhurst, 1996
- Teleuscolex Michaelsen, 1902
- Trichodrilus Claparède, 1862
- Utkena Fend, Rodriguez e Lenat, 2015
- Wsewolodus Semernoy, 2004
- Yamaguchia Fend & Ohtaka, 2004